# Furkan Soyalp
Furkan Soyalp (sinh ngày 12 tháng 6 năm 1995) là một cầu thủ bóng đá Thổ Nhĩ Kỳ thi đấu ở vị trín tiền vệ tấn công cho đội dự bị của Bursaspor, Bursaspor A2. Anh ra mắt ở Süper Lig vào ngày 19 tháng 5 năm 2013 trước Gençlerbirliği.